# Mille Miglia 1933
La Mille Miglia 1933 è stata una corsa automobilistica di velocità su strada.
Disputata tra l'8 e il 9 aprile 1933 su un percorso stradale da Brescia a Roma e ritorno venne vinta da Tazio Nuvolari e Decimo Compagnoni che coprirono l'intera distanza di 1 650 km su un'Alfa Romeo 8C 2300 Spider Zagato della Scuderia Ferrari in 15 ore 11 minuti e 50 secondi alla velocità media di 108,572 chilometri orari.

## Categorie
Le vetture erano suddivise in classi in base alla cilindrata e inoltre vi era una classifica speciale per le vetture chiuse e per le vetture utilitarie. Si iscrissero 95 concorrenti, di questi 85 presero il via da Brescia e solo 52 di loro completarono il percorso.
| Sigla     | Categoria                                |
| --------- | ---------------------------------------- |
| VU 1.1    | Vetture utilitarie entro 1100 cm3        |
| VU +1.1   | Vetture utilitarie oltre 1100 cm3        |
| S 1.1     | Sport entro 1100 cm3                     |
| S 1.5     | Sport entro 1500 cm3                     |
| S/TP +1.5 | Sport e Turismo preparate oltre 1500 cm3 |
| VGI       | Vetture a guida interna                  |

## Percorso
Rispetto al tracciato dell'anno precedente si fece una piccola variazione tra Viterbo e Roma: dopo Viterbo il percorso deviava toccando Vetralla prima di giungere a Monterosi e proseguire sullo stesso itinerario dell'edizione 1932.
Brescia — Cremona — San Giovanni in Croce — Casalmaggiore — Parma — Reggio Emilia — Modena — Bologna — Passo della Raticosa — Passo della Futa — Firenze — San Casciano in Val di Pesa — Poggibonsi — Siena — San Quirico d'Orcia — Radicofani — Bolsena — Viterbo — Vetralla — Monterosi — Madonna di Bracciano — Roma — Civita Castellana — Narni — Terni — Valico della Somma — Spoleto — Foligno — Perugia — Gubbio — Fossato di Vico — Fabriano — Castelraimondo — Tolentino — Macerata — Villa Potenza — Porto Recanati — Ancona — Senigallia — Fano — Pesaro — Rimini — Cesena — Forlì — Faenza — Imola — Bologna — Ferrara — Rovigo — Monselice — Padova — Noale — Treviso — Cornuda — Feltre — Primolano — Bassano — Marostica — Vicenza — Lonigo — Verona — Peschiera del Garda — Desenzano del Garda — Brescia.
Così modificato il tracciato raggiunse una distanza complessiva di 1 650,000 km; 10,300 in più rispetto all'anno precedente.

## Gara

### Resoconto
La gara di quell'anno vide competere per la vittoria assoluta le Alfa Romeo 8C 2300 che avevano già trionfato l'anno precedente anche se non mancarono diverse novità importanti. Gli effetti della grande crisi del '29 cominciarono a farsi sentire anche in Italia e nel mondo dell'automobilismo, più precisamente con il crollo delle vendite e le conseguenti misure di austerità; in particolare all'Alfa Romeo i tagli alle spese riguardarono il reparto corse, che venne giudicato non economicamente sostenibile e chiuso alla fine del 1932.

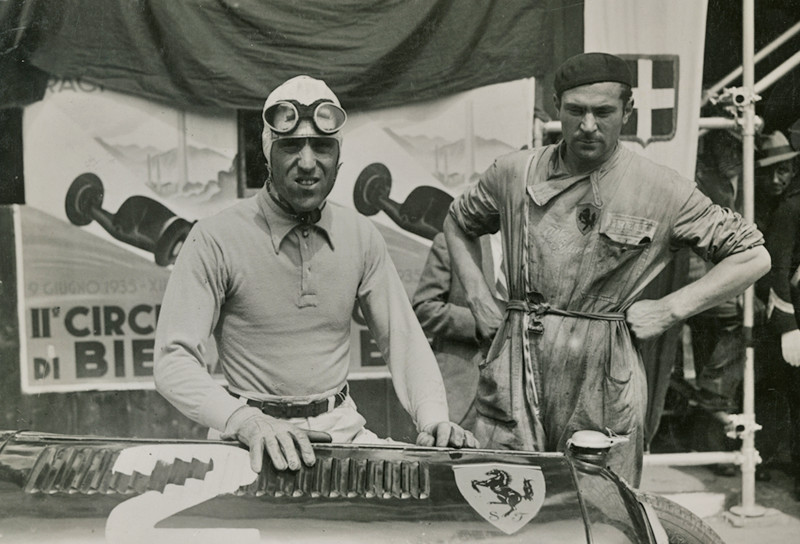
Tazio Nuvolari e un meccanico posano vicini a un'Alfa Romeo Tipo B P3 al Circuito di Biella, 9 giugno 1935. Sia sulla tuta del meccanico sia sul cofano si nota il cavallino rampante, simbolo della Scuderia Ferrari

Tuttavia le Alfa Romeo 8C 2300 e 6C 1750 GS erano modelli ancora molto competitivi e vennero ceduti a Enzo Ferrari che da quel momento in poi attraverso la Scuderia Ferrari, fondata a Modena nel 1929, gestì "ufficialmente" le vetture da competizione dalla casa milanese in tutte le competizioni su pista e su strada. Per la maratona bresciana la Scuderia Ferrari iscrisse sei vetture, due Alfa Romeo 6C, una 1500 SS Spider Zagato per Ippolito Berrone - Guglielmo Carraroli e una 1750 GS Spider Zagato per Gianfranco Comotti - Roberto Foligno, e ben quattro Alfa Romeo 8C 2300 Spider Zagato per Tazio Nuvolari - Decimo Compagnoni, Baconin Borzacchini - Ascanio Lucchi, Piero Taruffi -  Lelio Pellegrini Quarantotti e Carlo Felice Trossi - Antonio Brivio; alcuni dei migliori equipaggi disponibili.
Tra le 18 Alfa Romeo iscritte vi erano anche le 6C 1500 e 1750 che avrebbero trionfato nelle categorie fino 1.5 e fino a 2 litri tra cui si segnalano la 6C 1750 GT coupé Weymann Touring di Theo Rossi di Montelera che gareggiava nella speciale categoria dedicata alle vetture chiuse, la 6C 1750 GS Spider Zagato di Mario Ferraguti, dotata di un gassogeno di sua invenzione, e le altre 8C 2300 di Luigi Scarfiotti, di Giovanni Maria Cornaggia Medici e di Franco Cortese. Quest'ultimo merita una menzione speciale dato che il giorno prima della gara trovò la sua vettura con la parte posteriore completamente distrutta dalle fiamme. Cortese si infuriò tanto che i meccanici lavorarono alacremente per riparare la sua vettura in tempo per la partenza e riuscirono, nonostante un altro contrattempo, dell'acqua versata nel serbatoio della benzina, a far partire all'ultimo minuto Cortese che si presentò alla punzonatura con solo pochi secondi di ritardo facendo salire Castelbarco al volo.

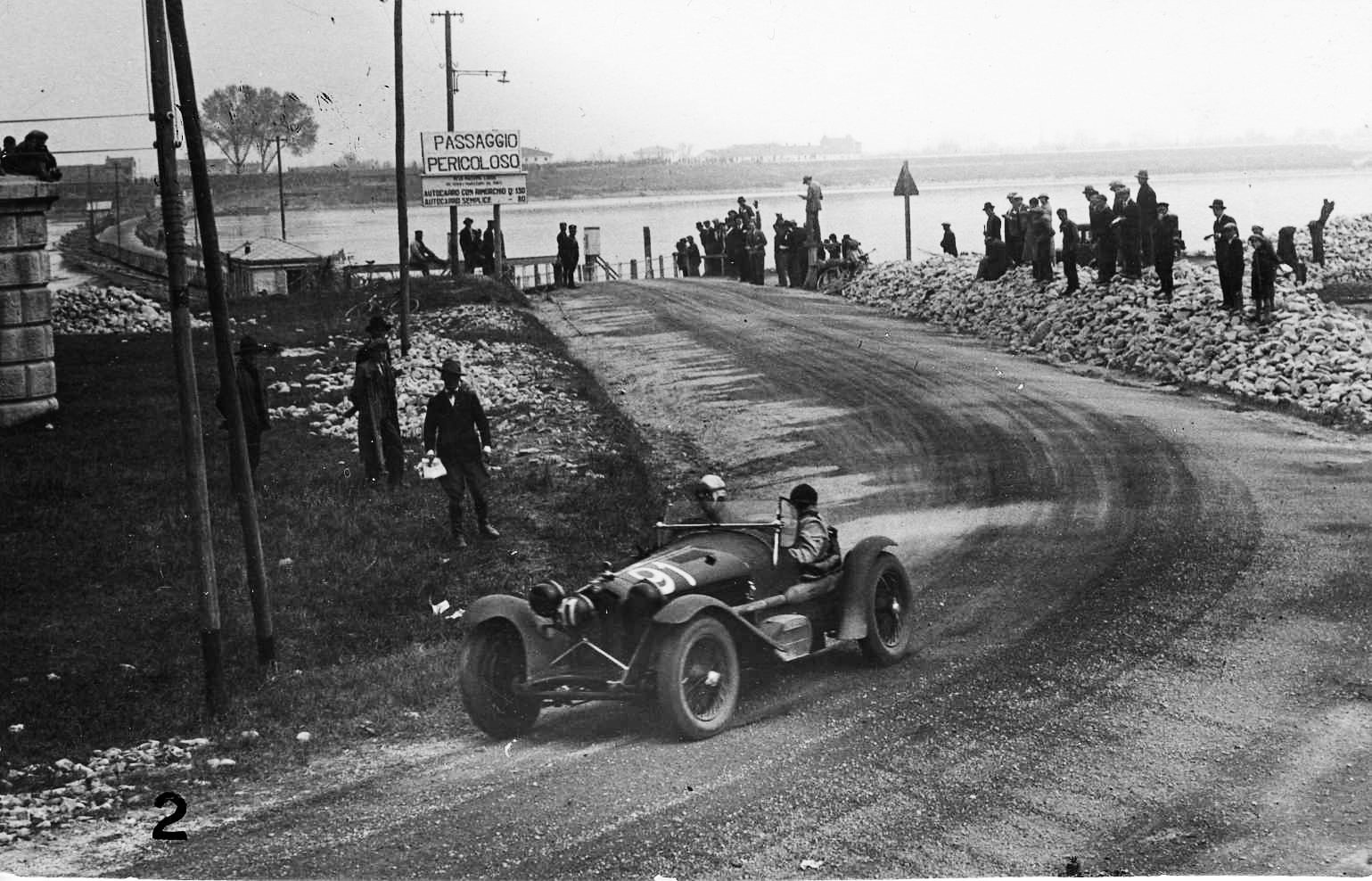
L'attraversamento del Po a Casalmaggiore dell'Alfa Romeo 8C 2300 Monza stradale di Franco Cortese e Carlo Castelbarco sulla via per il secondo posto assoluto

Nella massima categoria erano iscritte anche due Lancia, una Dilambda e un'Astura, due Ford V8 e soprattutto due Mercedes-Benz SSK, una SSKL di Manfred von Brauchitsch - Willy Zimmer e una SSK impiegata come "assistenza veloce" della squadra MG.
La squadra ufficiale MG fu un'altra delle novità del 1933, gli inglesi arrivarono in Italia molto ben preparati e vennero addirittura presentati al re e a Benito Mussolini dall'ambasciatore inglese, come simbolo dell'amicizia anglo-italiana. Per sfidare le Maserati 4CTR 1100 nella categoria fino a 1.1 litri vennero preparate tre MG Magnette K3 con motore 6 cilindri dotato di compressore volumetrico Powerplus accoppiato a un cambio epicicloidale Wilson capaci di raggiungere i 160 km/h per gli esperti equipaggi Earl Howe - Hugh Hamilton, Henry Birkin - Bernard Rubin e George Eyston - Giovanni Lurani.

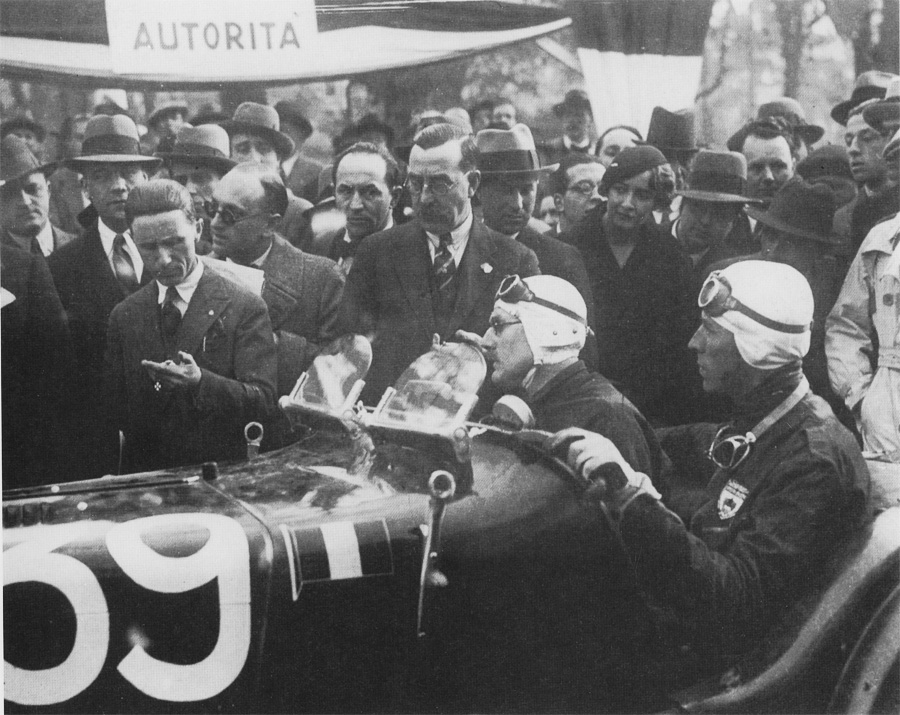
George Eyston e Giovanni Lurani sulla loro MG Magnette K3 #39 alla partenza a Brescia

Tra le vetture utilitarie oltre 1100 cm3 le protagoniste furono le Bianchi S5 torpedo Marinelli - Tragella, «Frate Ignoto» - Del Luca e Olimpico - Calderato mentre nelle vetture utilitarie di classe inferiore vi fu un altro evento importante, l'esordio della Fiat Balilla. Il nuovo modello era stato presentato l'anno precedente ed era stato preparato per le competizioni dotandolo di motore a valvole in testa dalla Siata e carrozzeria spider dalla Ghia dando origine alla Fiat 508 S Balilla Sport su cui si erano presentati alla partenza ben 31 equipaggi, tra cui i fratelli Villoresi, Spotorno, Capelli o Gilera, fondatore della casa motociclistica omonima.

La gara iniziò alle 7 del mattino sotto un cielo incerto ma già nei pressi di Manerbio vi fu il primo colpo di scena, Trossi uscì di strada e fu costretto al ritiro; a Bologna Borzacchini era in prima posizione seguito da Nuvolari e Cortese, tutti su Alfa Romeo 8C 2300 e sui valichi appenninici la Mercedes-Benz SSKL di von Brauchitsch consumava le gomme talmente tanto da costringerlo al ritiro. A Firenze era ancora primo Borzacchini seguito da Nuvolari che raggiungevano Roma in quest'ordine seguiti da Cortese e Taruffi in pieno scontro diretto. Risalendo l'Italia nei pressi di Narni si ruppe una testata sull'auto di Borzacchini che abbandonò la gara lasciando via libera a Nuvolari che fu primo ad Ancona e a Bologna; dove Enzo Ferrari gli intimò di ridurre l'andatura per non stressare ulteriormente la macchina. 

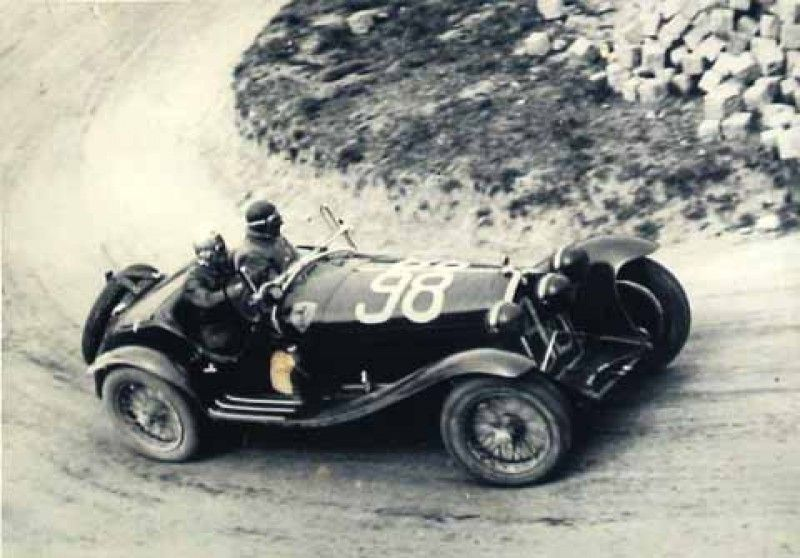
L'Alfa Romeo 8C 2300 Spider Zagato #98 di Tazio Nuvolari e Decimo Compagnoni sulla strada per la vittoria

Nonostante due forature nel tratto finale che impedì loro di migliorare la media record Tazio Nuvolari e Decimo Compagnoni arrivarono per primi a Brescia dopo 1 650 km su un'Alfa Romeo 8C 2300 Spider Zagato della Scuderia Ferrari in 15 ore 11 minuti e 50 secondi alla velocità media di 108,572 chilometri orari seguiti da Franco Cortese e Carlo Castebarco sulla loro Alfa Romeo 8C 2300 Monza stradale "rattoppata" e Piero Taruffi e Lelio Pellegrini Quarantotti su una vettura identica a quella dei vincitori.
La vittoria delle Alfa Romeo fu totale, 10 vetture nei primi 10 posti, otto 8C 2300 e due 6C 1750, e 19 nei primi 20, inoltre la 6C 1500 SS Spider Zagato di Berrone - Carraroli arrivando 16º assoluta vinse la classe Sport fino a 1500 cm3 seguita al 17º posto dalla 6C 1750 GT berlinetta di Donnini - Sperti vincitrice tra le guide interne. 
Nella classe Sport 1100 cm3 dopo il ritiro in Toscana sia della MG di Birkin - Rulin, sia della Maserati di Giuseppe Tuffanelli per un problema al cambio, le due MG Magnette K3 rimaste andarono verso una vittoria di classe coronata da una doppietta, la coppia anglo-italiana formata da George Eyston e Giovanni Lurani giunse 21° assoluta e superò i compagni squadra Earl Howe e Hugh Hamilton dopo un lungo duello con un vantaggio di poco più di novanta secondi.
Nelle vetture utilitarie oltre 1100 cm3 la Bianchi S5 torpedo di Marinelli - Tragella vinse la classe con un 28º posto assoluto mentre nella classe inferiore al termine di una lunga battaglia furono ben 13 le Fiat 508S Balilla Sport al traguardo, la migliore delle quali, quella di Ricci - Maggi, ottenne un 29º posto assoluto battendo anche diverse vetture di classe e potenza superiore.

### Risultati[1][2][3]
| Pos. | N° | Equipaggio                                   | Vettura                                                         | Scuderia         | Tempo/Ritiro     | Classe    |
| ---- | -- | -------------------------------------------- | --------------------------------------------------------------- | ---------------- | ---------------- | --------- |
| 1    | 98 | Tazio Nuvolari Decimo Compagnoni             | Alfa Romeo 8C 2300 Spider Zagato                                | Scuderia Ferrari | 15h11'50"000     | S/TP +1.5 |
| 2    | 91 | Carlo Castelbarco Franco Cortese             | Alfa Romeo 8C 2300 Monza                                        |                  | 15h38'22"400     | S/TP +1.5 |
| 3    | 90 | Piero Taruffi Lelio Pellegrini Quarantotti   | Alfa Romeo 8C 2300 Spider Zagato                                | Scuderia Ferrari | 16h00'57"000     | S/TP +1.5 |
| 4    | 80 | Giovanni Battaglia Ferruccio Bianchi         | Alfa Romeo 8C 2300                                              |                  | 16h19'40"400     | S/TP +1.5 |
| 5    | 85 | Luigi Scarfiotti Guido d'Ippolito            | Alfa Romeo 8C 2300                                              |                  | 16h22'10"000     | S/TP +1.5 |
| 6    | 77 | Giovanni Battista Santinelli Umberto Berti   | Alfa Romeo 8C 2300                                              |                  | 16h25'39"000     | S/TP +1.5 |
| 7    | 78 | Hans Rüesch Hans Keßler                      | Alfa Romeo 8C 2300                                              |                  | 16h25'46"000     | S/TP +1.5 |
| 8    | 97 | Carlo Gazzabini Remo D'Alessio               | Alfa Romeo 8C 2300                                              |                  | 16h31'28"000     | S/TP +1.5 |
| 9    | 63 | Roberto Foligno Gianfranco Comotti           | Alfa Romeo 6C 1750 GS Spider Zagato                             | Scuderia Ferrari | 16h41'48"000     | S/TP +1.5 |
| 10   | 73 | O. Peverelli C. Dell'Orto                    | Alfa Romeo 6C 1750 GS Spider Zagato                             |                  | 16h51'55"000     | S/TP +1.5 |
| 11   | 82 | Ermenegildo Strazza «Gismondi»               | Lancia Dilambda                                                 |                  | 16h58'20"000     | S/TP +1.5 |
| 12   | 64 | A. Casti Luigi Soffietti                     | Alfa Romeo 6C 1750 GS Spider Zagato                             |                  | 17h07'37"000     | S/TP +1.5 |
| 13   | 76 | Gennaro Auricchio Archimede Rosa             | Alfa Romeo 8C 2300                                              |                  | 17h09'03"600     | S/TP +1.5 |
| 14   | 83 | Giovanni Maria Cornaggia Medici E. Premoli   | Alfa Romeo 8C 2300 spider Touring                               |                  | 17h29'24"000     | S/TP +1.5 |
| 15   | 81 | A. Facchetti G. Bellingeri                   | Alfa Romeo 8C 2300                                              |                  | 17h35'27"400     | S/TP +1.5 |
| 16   | 52 | Ippolito Berrone Guglielmo Carraroli         | Alfa Romeo 6C 1500 SS Spider Zagato                             | Scuderia Ferrari | 17h38'35"000     | S 1.5     |
| 17   | 74 | B. Donnini «Sperti»                          | Alfa Romeo 6C 1750 GT berlinetta                                |                  | 17h49'58"000     | VGI       |
| 18   | 48 | Theo Rossi di Montelera Guido Cattaneo       | Alfa Romeo 6C 1750 GT coupé Weymann Touring                     |                  | 17h50'17"000     | VGI       |
| 19   | 60 | V. Parodi F. Campanelli                      | Alfa Romeo 6C 1750 Spider Zagato                                |                  | 17h50'40"600     | S/TP +1.5 |
| 20   | 72 | M. Bruno A. Jannantuoni                      | Alfa Romeo 6C 1750                                              |                  | 17h53'40"000     | S/TP +1.5 |
| 21   | 39 | George Eyston Giovanni Lurani                | MG Magnette K3                                                  | MG               | 18h01'04"000     | S 1.1     |
| 22   | 42 | Earl Howe Hugh Hamilton                      | MG Magnette K3                                                  | MG               | 18h02'34"000     | S 1.1     |
| 23   | 56 | G. Dalla Mura F. Crivellari                  | Alfa Romeo 6C 1500 Spider Zagato                                |                  | 18h05'36"600     | S 1.5     |
| 24   | 95 | Clifton Penn Hughes «Thomas»                 | Mercedes-Benz SSK torpedo (auto di supporto "volante" delle MG) | MG               | 18h38'10"000     | S/TP +1.5 |
| 25   | 44 | Giorgio Ambrosini D. Menchetti               | Fiat Balilla Siata berlinetta Ghia                              |                  | 18h40'30"000     | S 1.1     |
| 26   | 53 | Ermanno Gurgo Salice Carlo Laredo de Mendoza | Alfa Romeo 6C 1500 SS                                           |                  | 18h49'10"000     | S 1.5     |
| 27   | 59 | G. A. Alfieri B. Scesa                       | Alfa Romeo 6C 1500 SS Spider Carr. Sport                        |                  | 18h53'01"000     | S 1.5     |
| 28   | 34 | M. Marinelli G. Tragella                     | Bianchi S5 torpedo                                              |                  | 18h54'15"000     | VU +1.1   |
| 29   | 21 | G. Ricci «Maggi»                             | Fiat 508S Balilla Sport                                         |                  | 19h01'36"000     | VU 1.1    |
| 30   | 2  | Franco Spotorno B. Ghiringhelli              | Fiat 508S Balilla Sport                                         |                  | 19h07'22"000     | VU 1.1    |
| 31   | 8  | Renzo Ceschina Iginio Guagnellini            | Fiat 508S Balilla Sport                                         |                  | 19h17'21"000     | VU 1.1    |
| 32   | 23 | Cain G. Aymini                               | Fiat 508S Balilla Sport                                         |                  | 19h17'30"000     | VU 1.1    |
| 33   | 4  | Luigi Villoresi Emilio Villoresi             | Fiat 508S Balilla Sport                                         |                  | 19h26'18"000     | VU 1.1    |
| 34   | 32 | L. Olimpico «Calderato»                      | Bianchi S5 torpedo                                              |                  | 19h35'19"200     | VU +1.1   |
| 35   | 27 | T. Pacini T. Cucci                           | Fiat 508S Balilla Sport                                         |                  | 19h38'18"000     | VU 1.1    |
| 36   | 19 | L. Beccaria Guido Cattaneo                   | Fiat 508S Balilla Sport                                         |                  | 19h53'15"000     | VU 1.1    |
| 37   | 36 | Domenico Tabanelli Carlo Borgnino            | Maserati 4CTR 1100                                              |                  | 20h09'49"000     | S 1.1     |
| 38   | 71 | C. Adorno A. Scarpari                        | OM 665 "Superba"                                                |                  | 20h19'42"000     | S/TP +1.5 |
| 39   | 18 | Francesco Apruzzi «Bellocchi»                | Fiat 508S Balilla Sport                                         |                  | 20h21'20"000     | VU 1.1    |
| 40   | 70 | A. Damiani G. Masserini                      | Lancia Astura                                                   |                  | 20h22'20"000     | S/TP +1.5 |
| 41   | 47 | P. Ferrero R. Monaco                         | Fiat 522                                                        |                  | 20h25'13"000     | VGI       |
| 42   | 5  | U. Villa P. Colombo                          | Fiat 508S Balilla Sport                                         |                  | 20h25'55"000     | VU 1.1    |
| 43   | 54 | Secondo Corsi G. Barsotti                    | Maserati Tipo 26 1500                                           |                  | 20h27'07"000     | S 1.5     |
| 44   | 15 | Umberto Capello N. Soprani                   | Fiat 508S Balilla Sport                                         |                  | 20h30'05"000     | VU 1.1    |
| 45   | 16 | O. Ghizzoni A. Strada                        | Fiat 508S Balilla Sport                                         |                  | 20h45'32"000     | VU 1.1    |
| 46   | 24 | A. Mattoli «Selmini»                         | Fiat 508S Balilla Sport                                         |                  | 20h45'38"000     | VU 1.1    |
| 47   | 33 | Alb. Pellerano «Stefani»                     | Fiat 514 MM                                                     |                  | 21h25'36"800     | VU +1.1   |
| 48   | 17 | «Parravicini» C. Gezzi                       | Fiat 508S Balilla Sport                                         |                  | 21h51'51"000     | VU 1.1    |
| 49   | 66 | C. Brughera I. Cipelli                       | Itala Tipo 75V spider                                           |                  | 21h55'50"000     | S/TP +1.5 |
| 50   | 29 | Sebastiano Manzoni A. Lamperti               | Fiat 514 MM                                                     |                  | 22h22'15"000     | VU +1.1   |
| 51   | 45 | P. L. Torriani Tavanti F. Amatori            | Fiat 508 berlina                                                |                  | 23h17'02"000     | VGI       |
| 52   | 30 | A. Gianelli L. Cavanna                       | Fiat 514 MM                                                     |                  | 23h37'09"00      | VU +1.1   |
| NC   | 69 | Mario Ferraguti A. Agostini                  | Alfa Romeo 6C 1750 GS Gasogeno                                  |                  | fuori classifica | S/TP +1.5 |
| Rit  | 3  | Arcangelo Periccioli Milton Biagini          | Fiat 508S Balilla Sport                                         |                  |                  | VU 1.1    |
| Rit  | 6  | Vernazza Di Vecchio                          | Fiat 508S Balilla Sport                                         |                  |                  | VU 1.1    |
| Rit  | 7  | «Sidoli» «Bertolotti»                        | Fiat 508S Balilla Sport                                         |                  |                  | VU 1.1    |
| Rit  | 9  | Giuseppe Gilera P. Sertori                   | Fiat 508S Balilla Sport                                         |                  |                  | VU 1.1    |
| Rit  | 10 | G. Bellini «Silvagni»                        | Fiat 508S Balilla Sport                                         |                  |                  | VU 1.1    |
| Rit  | 11 | M. Lombardi F. Lombardi                      | Fiat 508S Balilla Sport                                         |                  |                  | VU 1.1    |
| Rit  | 12 | «Mellei» «Palmi»                             | Fiat 508S Balilla Sport                                         |                  |                  | VU 1.1    |
| Rit  | 20 | S. Petriccioli C. Ricceri                    | Fiat 508S Balilla Sport                                         |                  |                  | VU 1.1    |
| Rit  | 25 | L. Brussi P. Budellazzi                      | Fiat 508S Balilla Sport                                         |                  |                  | VU 1.1    |
| Rit  | 26 | S. Montanari A. Mondini                      | Fiat 508 berlina                                                |                  |                  | VGI       |
| Rit  | 28 | O. Lufrani G. Filbi                          | Bianchi S5                                                      |                  |                  | VU +1.1   |
| Rit  | 31 | A. Bettinazzi «Bettinazzi»                   | Fiat 514 MM                                                     |                  |                  | VU +1.1   |
| Rit  | 35 | «Frate Ignoto» M. Del Luca                   | Bianchi S5 torpedo                                              |                  |                  | VU +1.1   |
| Rit  | 37 | L. Cagna «Fidora»                            | Fiat 508 berlina                                                |                  |                  | VGI       |
| Rit  | 40 | S. Tibida F. Porticelli                      | Fiat                                                            |                  |                  | S 1.1     |
| Rit  | 41 | Henry Birkin Bernard Rubin                   | MG Magnette K3                                                  | MG               |                  | S 1.1     |
| Rit  | 43 | Giuseppe Tuffanelli Guerino Bertocchi        | Maserati 4CS 1100                                               |                  |                  | S 1.1     |
| Rit  | 46 | G. Peragallo M. Nardi                        | Fiat 508 berlinetta aerodinamica                                |                  |                  | VGI       |
| Rit  | 49 | Carlo Maria Pintacuda E. Onet                | Lancia Astura berlina Carr. Lotti                               |                  |                  | VGI       |
| Rit  | 50 | Pietro Ghersi Filippo Tassara                | Ford V8 berlina Carr. Ambrosini & Botta                         |                  |                  | VGI       |
| Rit  | 51 | L. de Grolée Virville N. Bruttini            | Bugatti Type 37                                                 |                  |                  | S 1.5     |
| Rit  | 55 | G. Carpegna G. Marnetto                      | Maserati Tipo 26 1500                                           |                  |                  | S 1.5     |
| Rit  | 57 | S. Fabbri E. Borges                          | Maserati Tipo 26 1500                                           |                  |                  | S 1.5     |
| Rit  | 62 | N. Pertile Nino Greggio                      | Alfa Romeo 6C 1750                                              |                  |                  | S/TP +1.5 |
| Rit  | 65 | G. Ramella C. Portaleoni                     | Alfa Romeo                                                      |                  |                  | S/TP +1.5 |
| Rit  | 79 | B. Rapieri «Bertolotti»                      | Alfa Romeo 8C 2300                                              |                  |                  | S/TP +1.5 |
| Rit  | 86 | Renato Balestrero Attilio Battilana          | Alfa Romeo 8C 2300 Monza                                        |                  |                  | S/TP +1.5 |
| Rit  | 87 | Carlo Felice Trossi Antonio Brivio           | Alfa Romeo 8C 2300 Spider Zagato                                | Scuderia Ferrari | Incidente        | S/TP +1.5 |
| Rit  | 89 | Ferdinando Barbieri Mario Ghersi             | Ford V8 berlina Carr. Ambrosini & Botta                         |                  |                  | S/TP +1.5 |
| Rit  | 92 | Carlo Masera «Schiavio»                      | Alfa Romeo 8C 2300                                              |                  |                  | S/TP +1.5 |
| Rit  | 94 | Baconin Borzacchini Ascanio Lucchi           | Alfa Romeo 8C 2300 Spider Zagato                                | Scuderia Ferrari |                  | S/TP +1.5 |
| Rit  | 96 | Manfred von Brauchitsch Willy Zimmer         | Mercedes-Benz SSKL                                              |                  |                  | S/TP +1.5 |
| NP   | 1  | A. Romoli A. Mancini                         | Fiat 508S Balilla Sport                                         |                  |                  | VU 1.1    |
| NP   | 13 | «Ragnoli»                                    | Fiat 508S Balilla Sport                                         |                  | Incidente        | VU 1.1    |
| NP   | 14 | Ovidio Capelli C. Forni                      | Fiat 508S Balilla Sport                                         |                  |                  | VU 1.1    |
| NP   | 22 | A. Vertunni                                  | Fiat 508S Balilla Sport                                         |                  |                  | VU 1.1    |
| NP   | 38 | G. Bettoja                                   | Fiat                                                            |                  |                  | S 1.1     |
| NP   | 61 | Silvio Rondina «De Negri»                    | OM 665 "Superba"                                                |                  |                  | S/TP +1.5 |
| NP   | 84 | Carlo Cazzaniga «Mughetti»                   | Bugatti Type 43                                                 |                  |                  | S/TP +1.5 |
| NP   | 88 | Bruno Fontanini G. Girelli                   | Alfa Romeo 8C 2300                                              |                  |                  | S/TP +1.5 |
| NP   | 93 | Eugenio Siena                                | Alfa Romeo                                                      |                  |                  | S/TP +1.5 |
| NP   | 68 | «Della Chiesa» «Penati»                      | Alfa Romeo                                                      |                  |                  | S/TP +1.5 |
| NP   |    | Vettura da allenamento                       | MG Magnette K3                                                  | MG               |                  |           |